# Michail Grigorjewitsch Tschernjajew

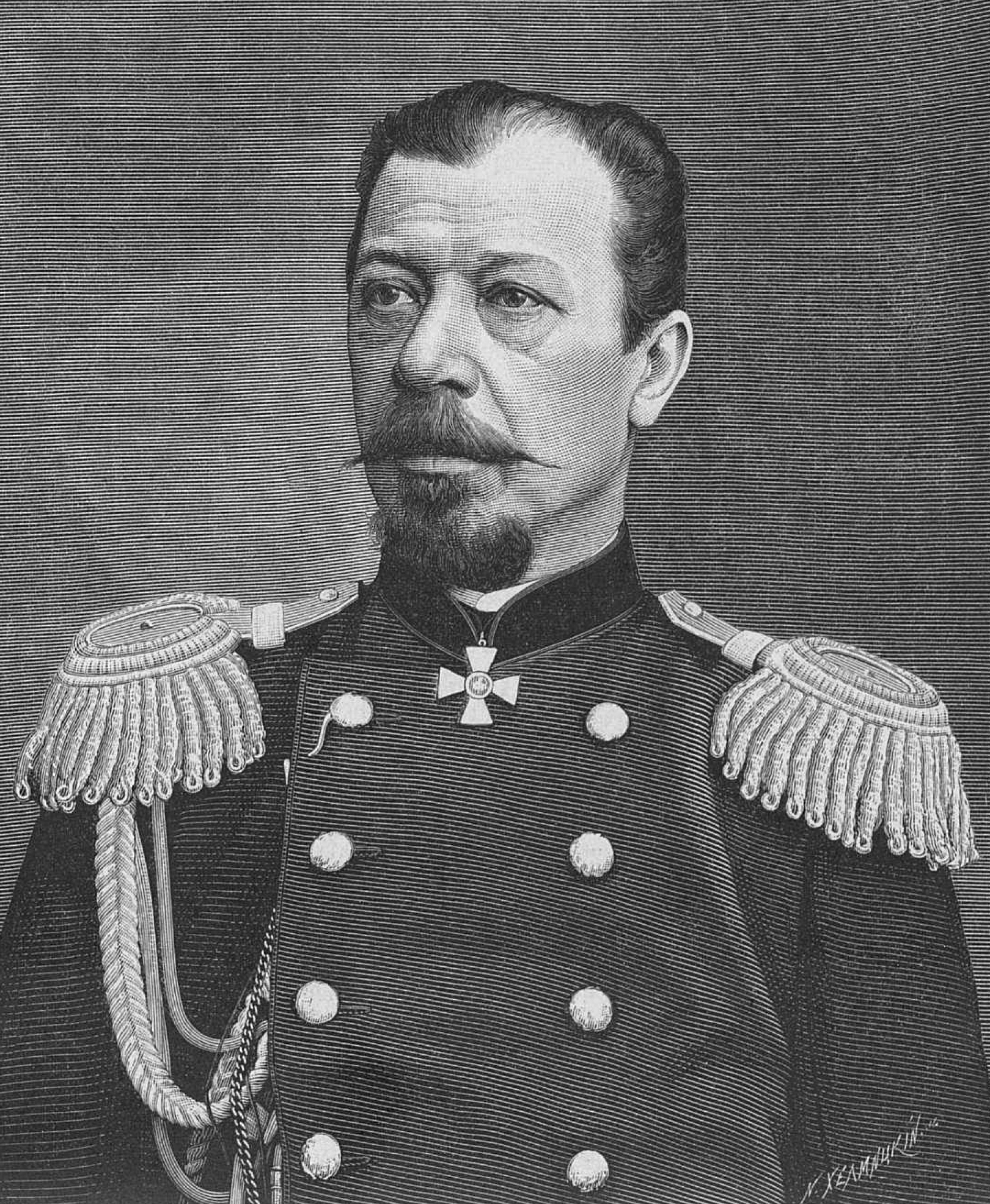
Michail Tschernjajew

Michail Grigorjewitsch Tschernjajew russisch: Михаил Григорьевич Черняев (* 22. Oktoberjul. / 3. November 1828greg. 1828 in Bender; † 17. August 1898 auf seinem Gut im Gouvernement Mogiljow) war ein russischer General und Diplomat. Er kämpfte im Krimkrieg, im Kaukasus und Zentralasien, und fungierte als russischer Generalkonsul in Serbien und zuletzt als Generalgouverneur von Taschkent.

## Leben
Michail Grigorjewitsch war der Sohn von Grigori Nikititsch Tschernjajew (1787–1868) und dessen französischer Ehefrau Aimee Esther Charlotte Lecuyer (1800–1876) und wuchs auf dem väterlichen Gutshof von Tubyschki in der Provinz Mogilew auf. Er absolvierte das Gymnasium in Mogilew und trat 1840 in die kaiserliche Armee ein, 1847 wurde er im Pawlowskwer Regiment der Leibgarde aufgenommen. Er absolvierte die Akademie des Generalstabs in Sankt Petersburg und wurde im folgenden Jahr der Donau-Armee zugewiesen. Im Rahmen der walachischen Division nahm er 1849 am ungarischen Feldzug teil. Im Herbst 1854 wurde er im Rahmen des IV. Korps (Generalleutnant P. A. Dannenberg) auf die Krim geschickt und diente unter Fürst Menschikow bei der Verteidigung von Sewastopol. Für seine Leistungen bei Inkerman (5. November) wurde ihm der Wladimir-Orden 4. Klasse zuerkannt. 1855 kämpfte er unter General Chruljow hauptsächlich auf dem Hügel von Malakow. Für seinen vorbildlichen Mut bei der Verteidigung von Sewastopol bei der Abwehr der alliierten Angriffs vom 27. August 1855 wurde er zum Oberstleutnant befördert und erhielt einen goldenen Ehrensäbel mit der Aufschrift „Für Tapferkeit“. Am Ende des Krimkrieges fungierte er als Stabschef der 3. Infanterie-Division und wurde dann nach Orenburg gesandt und dem dortigen Generalgouverneur A. A. Katenin als Berater zur Seite gestellt.
Im Jahr 1858 nahm er an den Expeditionen der Forscher N. W. Chanykow, N. P. Ignatiew und T. T. Walichanow im Iran und dem Khanat von Kaschgar als Abteilungsführer teil. Er begleitete den Militär-Geographen und Admiral A. I. Butakow nach Kungrad und nahm das Delta des Amudarja auf, im folgenden Jahr 1859 studierten beide am Aralsee. Er verließ Turkestan im Dezember 1859, als die Regierung des Russischen Reiches wegen des ungeklärten Krieges in Italien, den Plan einer Offensive in Zentralasien gegen das Kokand-Khanat Khiva und Buchara zunächst verschob. Er wurde dann zur Verfügung des Grafen N. I. Jewdokimow in den Kaukasus geschickt; machte sich bei der Befriedung des Kaukasus nützlich und diente 1862 erneut als Generalstabschef in der Oblast Orenburg. Im Jahr 1864 kehrte er wegen Unstimmigkeiten mit General A. P. Bezak über die zweckmäßige Verwaltung von Baschkirien nach Sankt Petersburg zurück.
1864 leitete er mit einer kleinen Truppenmacht als General den Feldzug nach Taschkent, das er erfolgreich besetzte. Er erhielt aber wegen seiner unabhängigen selbstherrlichen Führung durch den Kriegsminister D. A. Miljutin seine Verabschiedung. Die diplomatische Abteilung erhielt bereits Protestschreiben aus London, weil England befürchteten russische Truppen würden durch Turkestan nach Indien ziehen. Tschernjajew wurde zwar zum Generalmajor befördert und erhielt viele Auszeichnungen, wurde aber aus Turkestan zurückgerufen. Die von Tschernjajew begonnene Eroberung Zentralasiens wurde von den Generälen Romanowski, Kaufman und Skobelew fortgesetzt.
Er ließ sich als Notar in Moskau nieder, wurde aber bald wieder im Heer angestellt und nahm 1875 seinen Abschied. Er gründete hierauf in Sankt Petersburg die Zeitung Russki Mir. Er wurde einer der tätigsten Führer der panslawistischen Partei und übernahm im Juli 1876 das Kommando des serbischen Heers im serbisch-osmanischen Krieg, wurde aber am 29. Oktober in der Schlacht bei Aleksinac von türkischen Truppen geschlagen. 1877 im russisch-osmanischen Krieg nicht verwendet, setzte er die Agitationen für das slawische Wohltätigkeitskomitee im In- und Ausland fort. In Prag wurde er von den Österreichern ausgewiesen und lebte anschließend in Frankreich. Anfang 1879 versuchte er, in Rumelien einen Aufstand der Bulgaren zu organisieren, wurde aber im März verhaftet und nach Russland ausgewiesen.
Alexander III. ernannte ihn 1882 zum Generalgouverneur von Taschkent, setzte ihn aber schon im Februar 1884 wegen Eigenmächtigkeit wieder ab. Da er die Maßregeln der Regierung in Asien und namentlich die Transkaspische Bahn in den Zeitungen rücksichtslos bekämpfte, wurde er 1886 auch seiner Stelle als Mitglied des Kriegsrats entsetzt.
Michail Grigorjewitsch Tschernjajew starb am 17. August 1898 auf seinem Landgut im Gouvernement Mogiljow.